# Kalmthout
Kalmthout es un municipio de la provincia de Amberes, en Bélgica. El municipio comprende únicamente la villa de Kalmthout. El 1 de enero de 2018 Kalmthout tenía una población de 18.608 habitantes. La superficie total del municipio es de 59,45 km². Kalmthout tiene, por tanto, una densidad de población de 313 habitantes por kilómetro cuadrado.

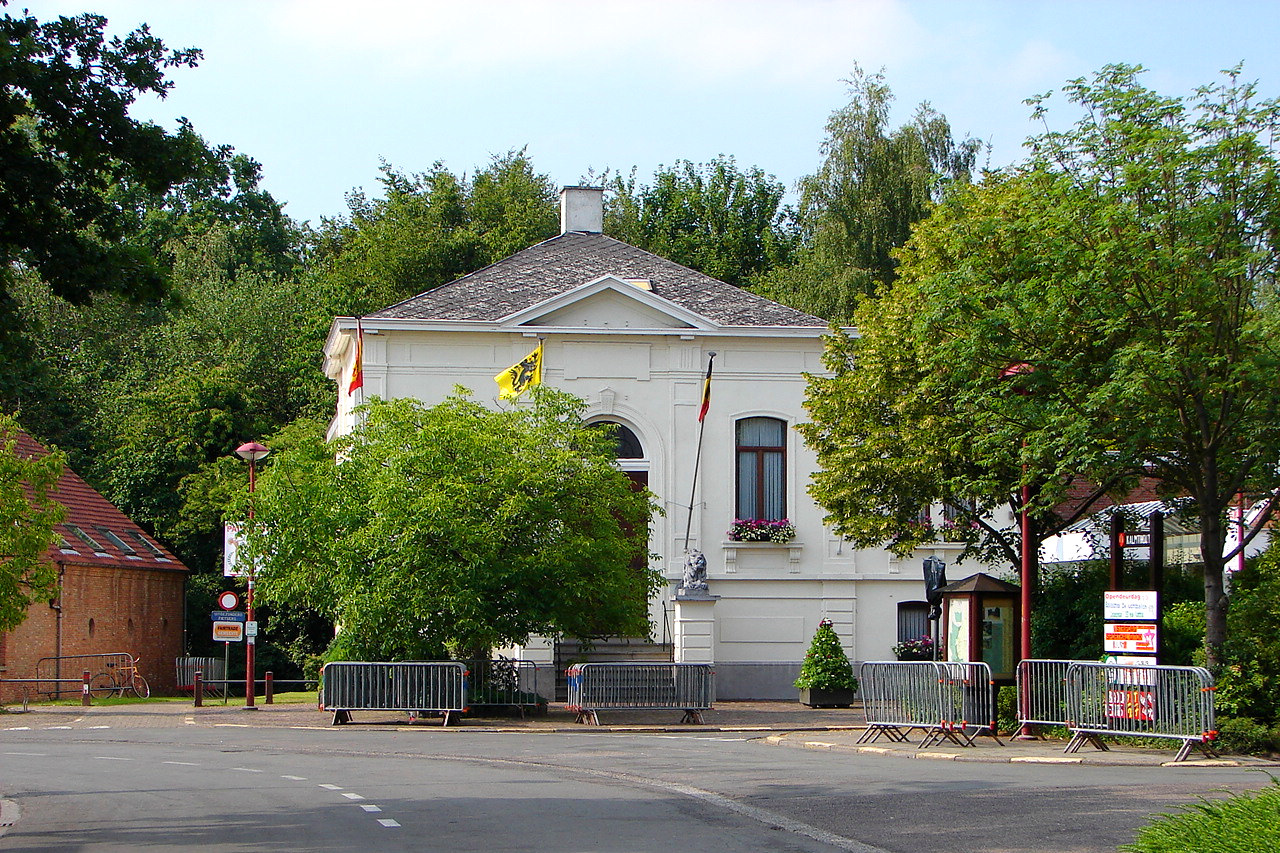
Ayuntamiento del municipio.

El Arboretum Kalmthout es uno de los jardines botánicos más preciosos de Bélgica.
El Kalmthoutse Heide es una reserva natural de cerca de 4.000 hectáreas sobre la frontera entre Bélgica y los Países Bajos.

## Demografía

### Evolución
Todos los datos históricos relativos al actual municipio, el siguiente gráfico refleja su evolución demográfica.
| Gráfica de evolución demográfica de Kalmthout entre 1846 y 2020 |
|                                                                 |